# Bruno Pascua
Bruno Pascua López (Santander, 21 gennaio 1990) è un calciatore spagnolo, centrocampista del Vimenor.

## Carriera
Ha giocato nella massima serie dei campionati ungherese e boliviano.

## Statistiche

### Presenze e reti nei club
Statistiche aggiornate al 30 aprile 2021.
| Stagione               | Squadra                | Campionato             | Campionato | Campionato | Coppe nazionali | Coppe nazionali | Coppe nazionali | Coppe continentali | Coppe continentali | Coppe continentali | Altre coppe | Altre coppe | Altre coppe | Totale | Totale |
| Stagione               | Squadra                | Comp                   | Pres       | Reti       | Comp            | Pres            | Reti            | Comp               | Pres               | Reti               | Comp        | Pres        | Reti        | Pres   | Reti   |
| ---------------------- | ---------------------- | ---------------------- | ---------- | ---------- | --------------- | --------------- | --------------- | ------------------ | ------------------ | ------------------ | ----------- | ----------- | ----------- | ------ | ------ |
| 2012-2013              | Racing Santander B     | SDB                    | 31         | 3          | -               | -               | -               | -                  | -                  | -                  | -           | -           | -           | 31     | 3      |
| 2014-2015              | Dunaújváros            | NBI                    | 6          | 0          | CU+CdL          | 0+7             | 0+1             | -                  | -                  | -                  | -           | -           | -           | 13     | 1      |
| gen.-giu. 2016         | Nacional Potosí        | PD                     | 20         | 3          | -               | -               | -               | -                  | -                  | -                  | -           | -           | -           | 20     | 3      |
| 2016-lug. 2017         | Nacional Potosí        | PD                     | 34         | 8          | -               | -               | -               | CS                 | 1                  | 0                  | -           | -           | -           | 35     | 8      |
| Totale Nacional Potosí | Totale Nacional Potosí | Totale Nacional Potosí | 54         | 11         |                 | -               | -               |                    | 1                  | 0                  |             | -           | -           | 55     | 11     |
| lug.-dic. 2017         | Univ. Sucre            | PD                     | 21         | 2          | -               | -               | -               | -                  | -                  | -                  | -           | -           | -           | 21     | 2      |
| 2018                   | Univ. Sucre            | PD                     | 12         | 3          | -               | -               | -               | -                  | -                  | -                  | -           | -           | -           | 12     | 3      |
| Totale Univ. Sucre     | Totale Univ. Sucre     | Totale Univ. Sucre     | 33         | 5          |                 | -               | -               |                    | -                  | -                  |             | -           | -           | 33     | 5      |
| 2018-gen. 2019         | Ourense CF             | TD                     | 14         | 3          | -               | -               | -               | -                  | -                  | -                  | -           | -           | -           | 14     | 3      |
| 2019                   | Nacional Potosí        | PD                     | 47         | 14         | -               | -               | -               | CS                 | 2                  | 0                  | -           | -           | -           | 49     | 14     |
| 2020                   | Guabirá                | PD                     | 19         | 4          | -               | -               | -               | -                  | -                  | -                  | -           | -           | -           | 19     | 4      |
| 2021                   | Guabirá                | PD                     | 5          | 0          | -               | -               | -               | CS                 | 4                  | 1                  | -           | -           | -           | 9      | 1      |
| Totale Guabirá         | Totale Guabirá         | Totale Guabirá         | 24         | 4          |                 | -               | -               |                    | 4                  | 1                  |             | -           | -           | 28     | 5      |
| Totale carriera        | Totale carriera        | Totale carriera        | 209        | 40         |                 | 7               | 1               |                    | 7                  | 1                  |             | -           | -           | 223    | 42     |